# Ba Chúc
Ba Chúc là một xã thuộc tỉnh An Giang, Việt Nam. Trước sáp nhập đơn vị hành chính cấp xã, Ba Chúc là một thị trấn Đô thị loại V đang được định hướng lên Đô thị loại IV trực thuộc huyện Tri Tôn, tỉnh An Giang. Nơi này có khu di tích Nhà mồ Ba Chúc, Chùa Phi Lai, Chùa Tam Bửu được xếp hạng di tích cấp quốc gia. Có dòng Kênh Vĩnh Tế nối Châu Đốc đến Hà Tiên đi qua địa bàn xã.

## Địa lý
Ba Chúc là một vùng thung lũng dưới chân núi Dài, núi Tượng và núi Nước, nằm ở phía Tây Bắc của tỉnh An Giang có vị trí địa lý:
- Phía đông giáp phường Tịnh Biên, xã An Cư và xã Núi Cấm
- Phía tây giáp xã Vĩnh Gia
- Phía nam giáp xã Ô Lâm và xã Tri Tôn
- Phía bắc giáp Campuchia

Xã có diện tích 70.94 km², dân số năm 2019 là 32.071 người, mật độ dân số đạt 453 người/km².

## Lịch sử
Trước đây, Ba Chúc là một xã thuộc huyện Tri Tôn.
Năm 1978, quân Khmer Đỏ tấn công ồ ạt vào địa bàn, Ba Chúc chịu nhiều thiệt hại nặng nề.
Ngày 17 tháng 10 năm 2003, Chính phủ ban hành Nghị định 119/2003/NĐ-CP. Theo đó:
- Thành lập thị trấn Ba Chúc trên cơ sở 2.056 ha diện tích tự nhiên và 13.122 người của xã Ba Chúc
- Đổi tên xã Ba Chúc thành xã Vĩnh Phước

## Hành chính
Xã Ba Chúc được chia thành 7 khóm gồm: An Bình, An Hòa A, An Hòa B, Thanh Lương, Núi Nước, An Định A, An Định B.và 7 ấp: Vĩnh Hoà, Vĩnh Quới, Vĩnh Phú, Vĩnh Thuận, An Thạnh, Trung An, Sóc Tức. Trung tâm hành chính đặt tại đường Ngô Lợi, khóm An Hoà A.

## Kinh tế - xã hội

### Kinh tế
Kinh tế của thị trấn chủ yếu là nông nghiệp và du lịch. Sản xuất lúa chiếm tỉ lệ cao nhất, kế đến là làm rẫy ở núi Cấm, núi Dài. Diện tích trồng hoa màu ở chân ruộng ít, nhỏ lẻ.

### Giáo dục
Các cơ sở giáo dục gồm có: trường THPT Ba Chúc, THCS thị trấn Ba Chúc, các trường tiểu học A và B thị trấn Ba Chúc và trường Mầm non thị trấn Ba Chúc.

### Y tế
Trên địa bàn xã có 3 trạm y tế trên cơ sở kế thừa cơ sở vật chất y tế của 2 xã Lạc Quới, Lê Trì và thị trấn Ba Chúc cũ đáp ứng được một phần việc khám chữa bệnh cho người dân. Tại địa bàn xã có các hiệu thuốc lớn như : An Khang, Long Châu... Đáp ứng nhu cầu về các loại thuốc nội, ngoại nhập cho người dân trong xã.

## Văn hóa
Ba Chúc có 3 dân tộc chủ yếu: Kinh, Hoa, Khmer. Người dân Ba Chúc chủ yếu là người Kinh, theo đạo Tứ Ân Hiếu Nghĩa. Hàng năm, người dân tổ chức lễ vía của Đức Bổn Sư (tức Ngô Lợi, người sáng lập đạo Hiếu Nghĩa) vào ngày 13 tháng 10 âm lịch rất quy mô và nhộn nhịp, thu hút rất nhiều khách thập phương trong và ngoài tỉnh.
Ngoài ra, vào các dịp rằm lớn như rằm tháng 1, 7, 10, mùng 5 tháng 5, người dân địa phương thường tổ chức cúng tế. Cứ khoảng 3 - 4 năm, vào dịp 15 tháng 7 âm lịch, các tín đồ trong đạo Hiếu Nghĩa tổ chức lễ hội Trai Đàn cầu siêu với quy mô lớn.

## Du lịch
Nhờ được thiên nhiên ban tặng cho cảnh quan đồi núi xen kẻ đồng bằng màu mỡ hiếm có ở khu vực miền Tây Nam Bộ cộng với quần thể di tích, lịch sử lâu đời, văn hoá và ẩm thực đa dạng được kết tinh từ ba dân tộc anh em là Kinh, Hoa, Khmer nên Ba Chúc ngày nay nổi lên như một điểm đến của du lịch sinh thái, văn hoá cộng đồng, du lịch ẩm thực và tâm linh.
Xã có các địa danh nổi tiếng như:
- Nhà mồ Ba Chúc
- Chùa Phi Lai
- Chùa Tam Bửu
- Chùa Bồng Lai
- Núi Nước
- Ô Đá trên Núi Dài
- Hồ Núi Dài ( hồ Bến Bà Chi)
- Núi Tượng
- Điểm tham quan sinh thái, ẩm thực Sun Flower trên núi Dài.
- Cầu Vĩnh Thông
- Hệ thống đền chùa, miếu mạo có giá trị về lịch sử và kiến trúc đẹp của người Kinh, Khmer
- Ngã 3 cây dầu 300 năm tuổi
- Vườn trái cây trên núi Dài với các loại trái cây nhiệt đới như: Sầu riêng, bơ, mít, xoài, chuối, điều, chanh dây...
- Có các làng nghề truyền thống: nghề đan đệm bàng, nghề làm bánh phồng mì, nghề làm khô nhái, làng nghề làm bún khu vực phía sau chợ Ba Chúc.

## Hình ảnh

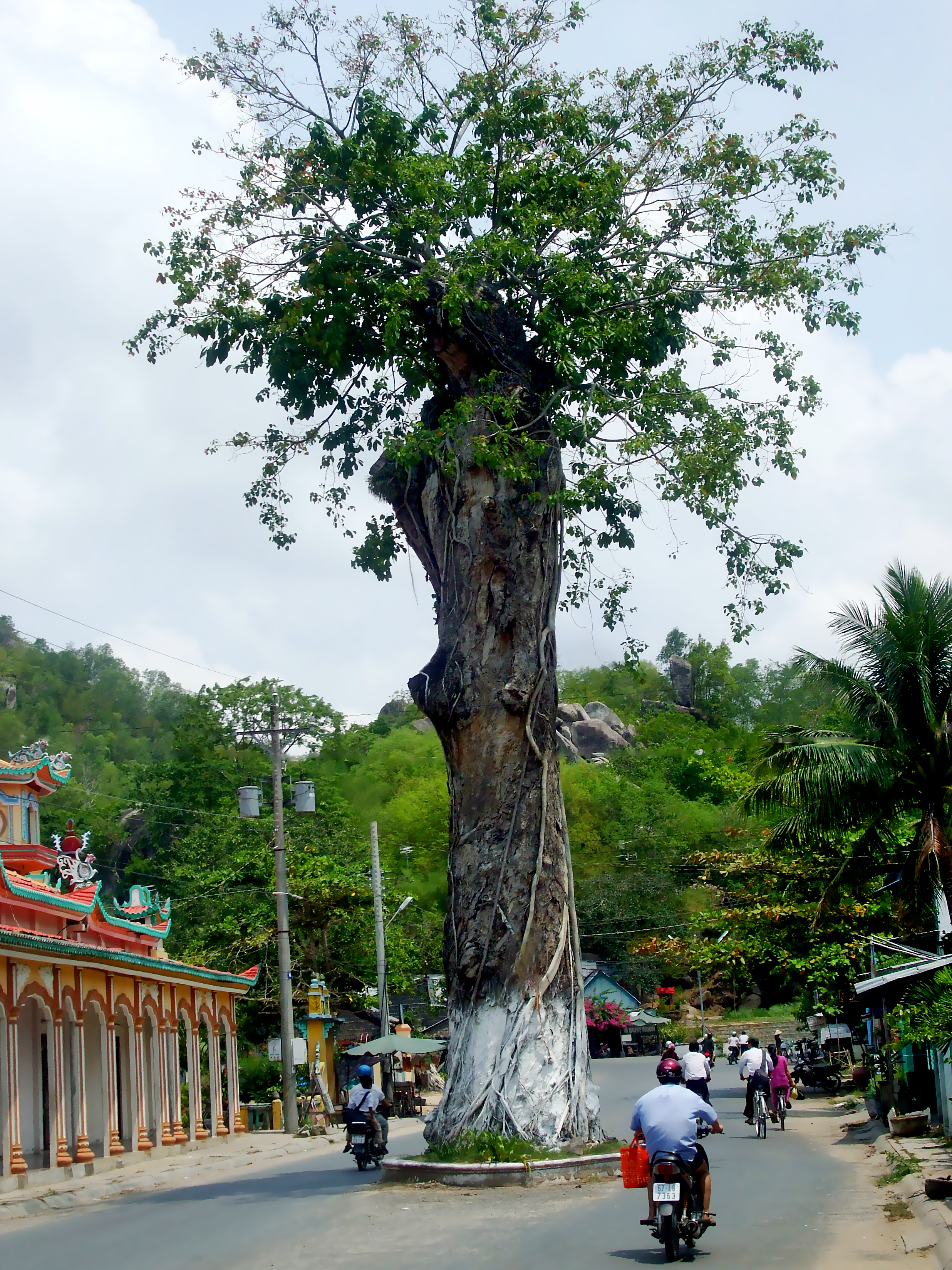
Cây dầu hàng trăm năm tuổi ở thị trấn Ba Chúc, gợi nhớ lúc nơi này hãy còn hoang vu.
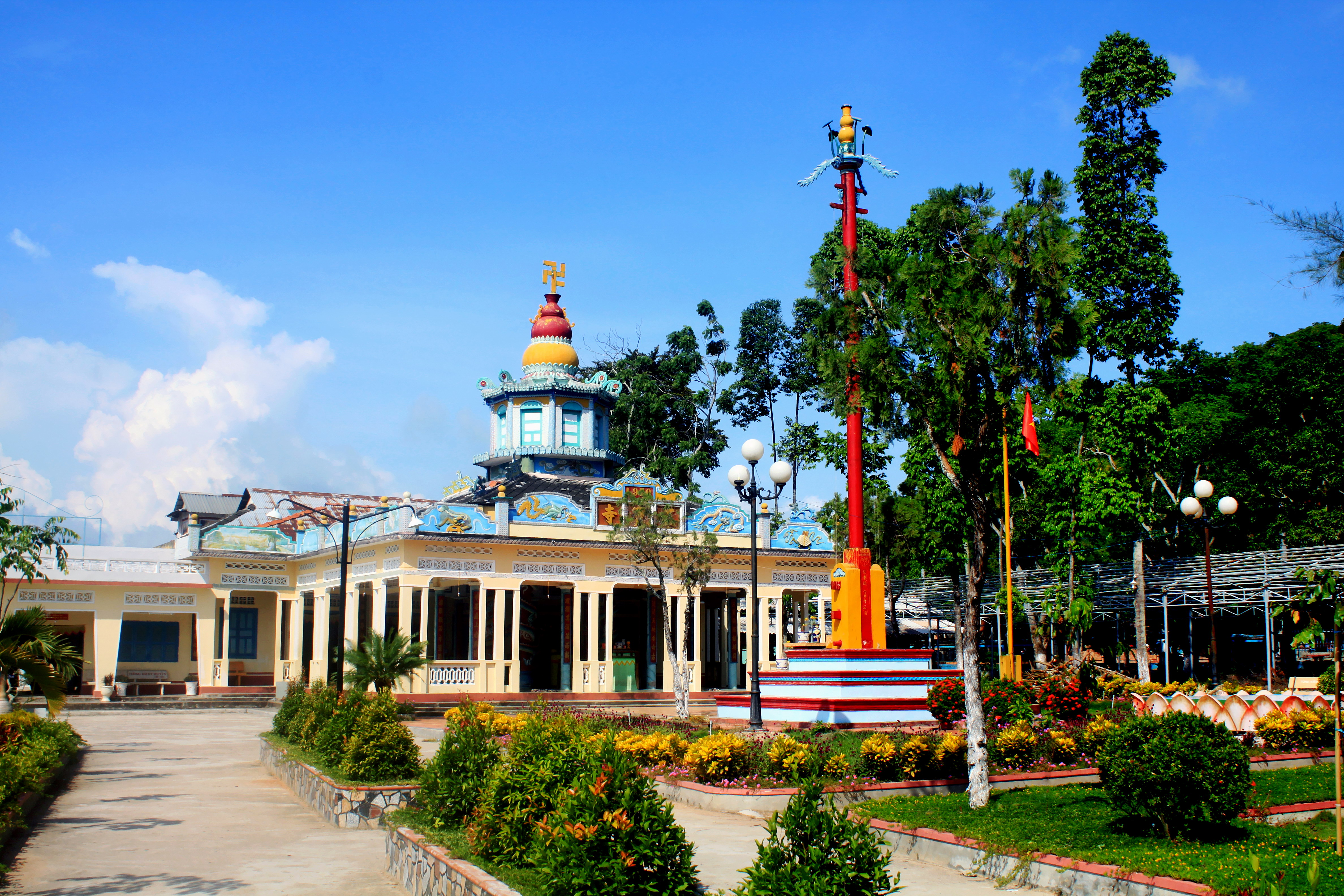
Chùa Tam Bửu ở thị trấn Ba Chúc.
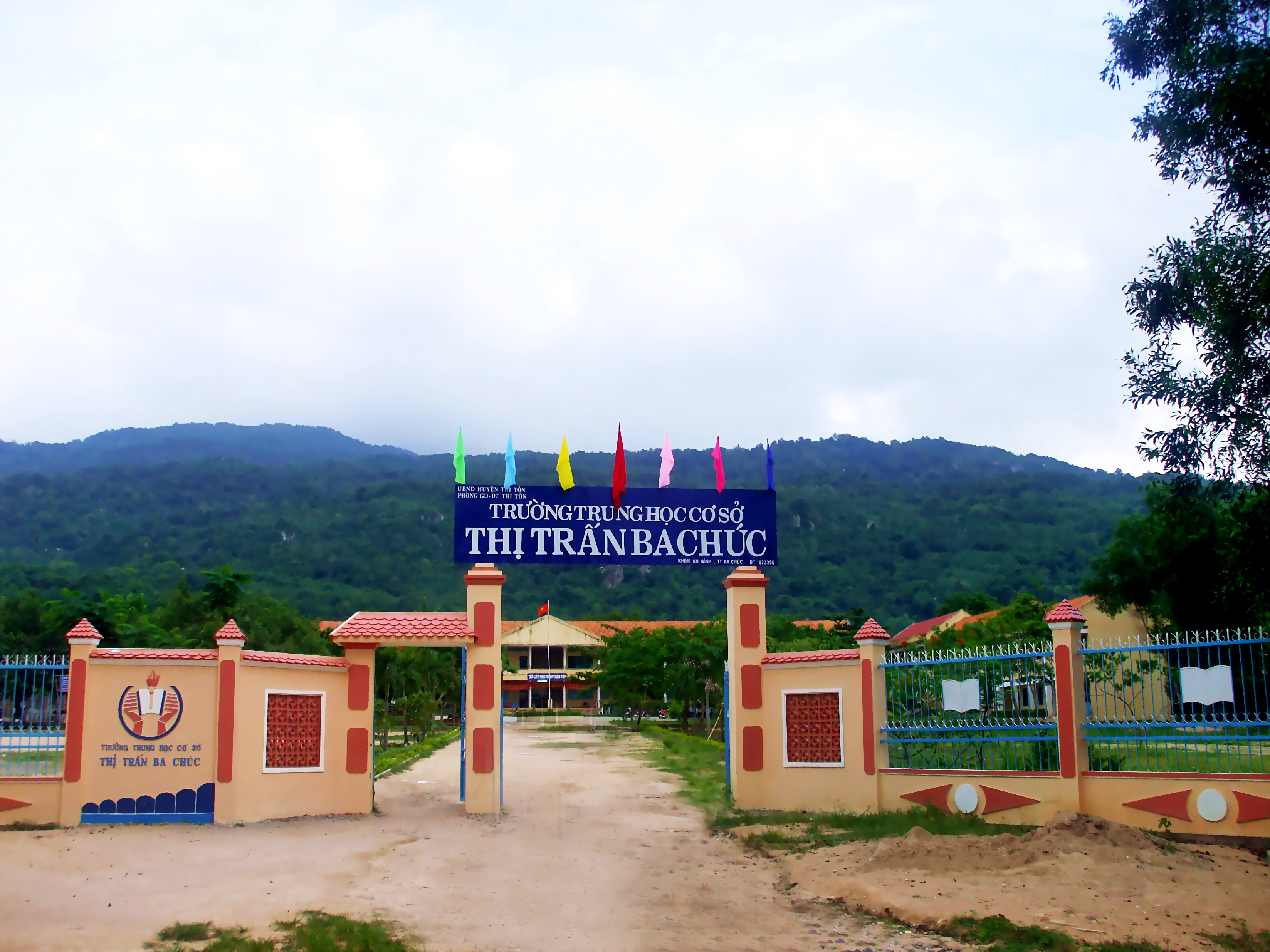
Trường Trung học cơ sở ở thị trấn Ba Chúc.